# Георги Кацарея
Георги Кацарея, известен като Дедо Кацарея или Кацареа, Катарея, е български хайдутин и революционер, войвода на Македонския комитет.

## Биография
Дългогодишен хайдутин. Участва в Руско-турската война (1877-1878) като се сражава в Огражден. В 1885 година е в четата на капитан Адам Калмиков. В 1895 година е привлечен от Македонския комитет в Четническата акция. Начело е на малка разузнавателна чета, която действа като авангард.